# La Rochelle Business School
A La Rochelle Business School egy 1988-ban alapított, európai felsőoktatási intézmény, amely az üzleti tudományok terén nyújt posztgraduális képzést. Egy campusa van, La Rochelle-ban.
2019-ben a La Rochelle BS a Financial Times rangsora szerint a legjobb 79 európai üzleti iskola között szerepelt.
Az iskola programjai AMBA, EQUIS és AACSB hármas akkreditációval rendelkeznek.
Híres tanára Alexandre del Valle francia politológus, újságíró, esszéíró, publicista.